# Белкард
Белкард (Гродненский завод карданных валов; бел. Белкард) — белорусское предприятие, расположенное в Гродно. Специализируется на производстве карданных валов и некоторых узлов для автомобильной промышленности и сельскохозяйственного машиностроения.

## История
В 1951 году в Гродно был основан ремонтно-подшипниковый завод, который в 1955 году преобразован в завод автомобильных запасных частей («Автозапчасть»), в 1961 году (по другой информации, в 1969 году) — в завод карданных валов. Преобразование завода сопровождалось строительством новых корпусов. Первой продукцией завода были карданные валы для ЗиЛ-120. В 1965 году был введён в эксплуатацию кузнечно-прессовой цех, в 1970 году — новый механосборочный цех, в 1975 году — новый кузнечный корпус мощностью 150 тыс. т поковок в год. В 1972 году заводу присвоено имя 50-летия СССР. В 1989 году при заводе было создано специализированное конструкторское бюро. В 1965—1988 годах завод подчинялся Главному управлению по производству автомобильных запасных частей Министерства автомобильной промышленности СССР, в 1988—1991 годах — этому же управлению Министерства автомобильного и сельскохозяйственного машиностроения СССР. В 1991 году завод был передан в подчинение Госкомитета Республики Беларусь по промышленности и межотраслевым производствам, в 1994 году — в подчинение Министерства промышленности Республики Беларусь. В 1995 году преобразован в открытое акционерное общество «Белкард».

## Современное состояние
В 2021 году завод производил карданные передачи, карданные валы, амортизаторы, тормозные камеры, шарниры, газовые пружины, рулевые тяги, муфты, крестовины и другие комплектующие. По состоянию на 2006 год завод производил карданные валы, передачи и шарниры для грузовых автомобилей ряда белорусских и российских производителей (МАЗ, МАЗ-MAN, БелАЗ, КамАЗ, Урал, ГАЗ и др.), автобусов нескольких белорусских, российских и украинских производителей (МАЗ, ЛиАЗ, Волжанин, ЛАЗ и др.), отдельных моделей легковых автомобилей (Волга, Шевроле-Нива, Kia Sportage), тракторов, сельскохозяйственных машин, специальной техники, трамваев, троллейбусов. Кроме того, завод производил рулевые тяги для тракторов.
В 2007 году к «Белкарду» был присоединён Гродненский завод автомобильных агрегатов (специализировался на производстве амортизаторов). Указом президента Республики Беларусь от 30 августа 2011 года ОАО «Белкард» было передано в состав холдинга «Автокомпоненты», управляемого ОАО «БАТЭ». Предприятие является резидентом свободной экономической зоны «Гродноинвест». Часть производственных площадей предприятия пустует; для загрузки этих площадей был разработан инвестиционный проект. В 2014 году на предприятии работало 2445 человек, в 2020 году — 1574 человека.
В 2020 году выручка компании составила 78,9 млн руб. (30 млн долларов), чистая прибыль — 4 млн руб. (1,5 млн долларов).
В августе 2020 года рабочие завода принимали активное участие в акциях протеста против фальсификации президентских выборов.

## Спорт
- Белкард («Кардан Флайерс») — футбольный клуб, существовавший в 1992—1998 и 2006—2012 годах.